# Kaniere/Grey River Gold Dredge

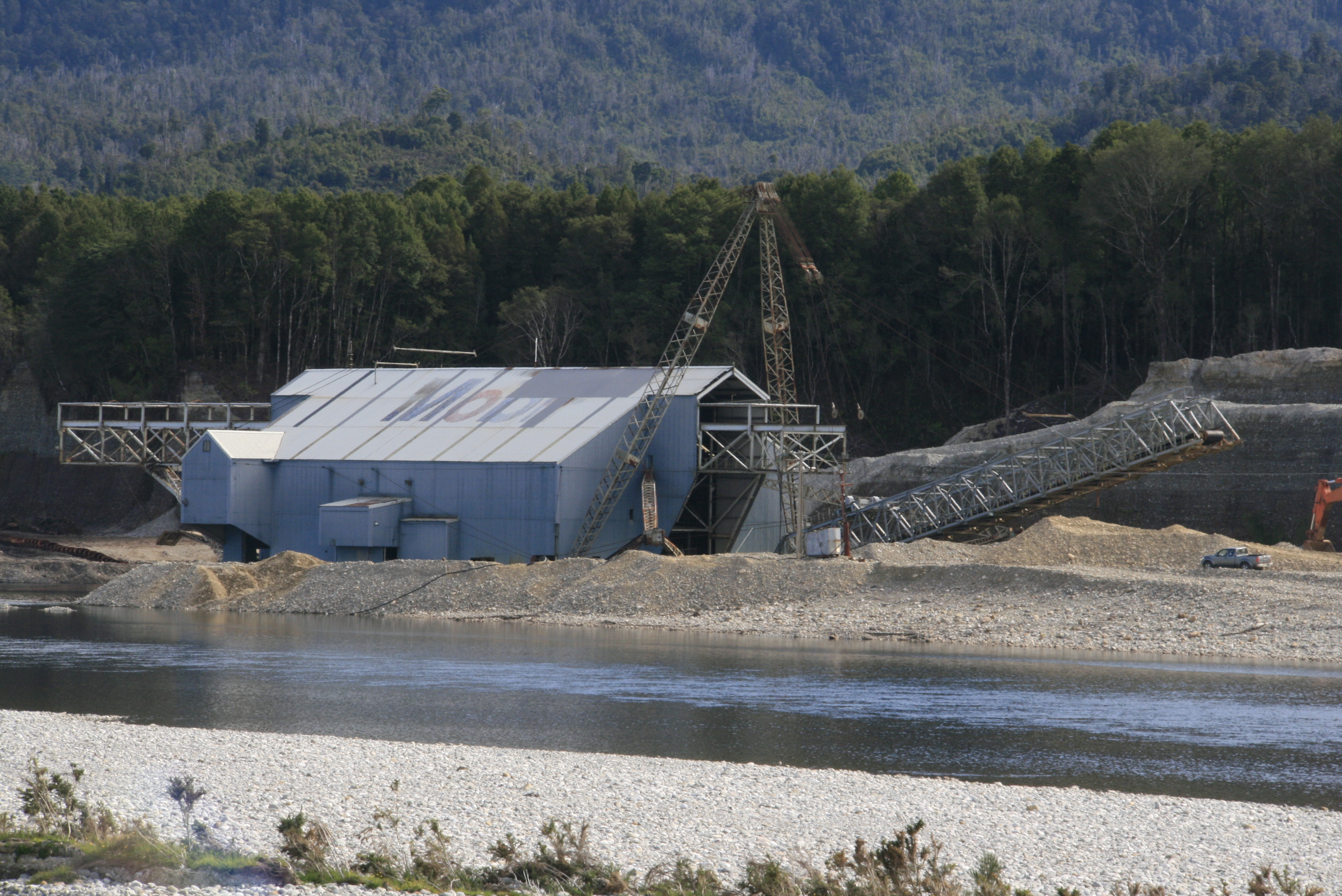
Земснаряд "Grey River Gold Dredge" в районі Нгахере

Kaniere/Grey River Gold Dredge – земснаряд, споруджений у межах розробки золотих родовищ на Південному острові Нової Зеландії.
Золотодобувну драгу “Kaniere” спорудили в 1938 році у Крайстчерчі на заводі Addington Railway Workshops на замовлення Kaniere Gold Dredging Company (дочірня компанія створеної в середині 1930-х Alluvial Gold Limited, яка належала сім’ї Праттенів). Земснаряд мав вагу в 3400 тонн і належав до багаточерпакових. Він призначався для роботи на західному узбережжі Південного острова на річці Хокітіка (неподалік від її гирла лежало селище Канієре, що й дало назву судну), і працював на ній до 1953 року, вилучивши за п’ятнадцять років 5,4 тонни золота.
У 1957 році земснаряд перемістили на річку Тарамакау, де він діяв до 1978 року та вилучив 6,3 тонни золота. Можливо відзначити, що “Kaniere” у підсумку став останнім діючим земснарядом із близько півтори сотні драг, які в різні періоди вели розробку золотоносних розсипів на західному узбережжі.
На початку 1980-х “Kaniere” розібрали, після чого придатні для подальшого використання елементи (зокрема, понтон розмірами 80 х 36 метрів) використали для спорудження золотодобувного земснаряда «Grey River Gold Dredge» вагою 3500 тонн, що мав працювати на розташованій ще північніше Грей-Рівер. Ця драга мала 104 черпаки та при двозмінній роботі в режимі сім днів на тиждень вилучала близько 60 тис. м3 ґрунту. Вона використовувала технологію штучного рухомого ставка, що дозволяло пропрацьовувати ділянки поза межами сучасного русла, при цьому ставок був глибиною у 20 метрів та зазвичай рухався зі швидкістю 3 метри на добу. На дразі встановили джерело електроживлення потужністю 2 МВт, а її екіпаж складався з 15 осіб. 
«Grey River Gold Dredge» почав роботу в 1989 році, проте вже за вісім місяців його замовник — американська компанія R.A. Hanson – збанкрутувала. У 1992 році драгу викупила та ввела в дію Birchfield Minerals, що використовували її до 2004, а потім з 2009 по 2012 роки. Розробка розсипів велась у районі Нгахере, за два десятки кілометрів углиб острова від порту Греймут, розташованого в гирлі Грей-Рівер. Всього пропрацювали близько 250 гектарів та вилучили 2 тонни золота.
У 2019 році Birchfield Minerals продала земснаряд Ngahere Mining Company (можливо відзначити, що залишкові запаси золота в районі розробки оцінюються у 4 тонни).